# تیم د ترویر
تیم د ترویر (انگلیسی: Tim De Troyer؛ زادهٔ ۱۱ اوت ۱۹۹۰) دوچرخه‌سوار اهل بلژیک است.
از باشگاه‌هایی که در آن بازی کرده‌است می‌توان به وانتی–گروپ گوبر، و وانتی–گروپ گوبر، و ورانداس ویلمز–کرلان اشاره کرد.